# Hosejnabad (Safa Chane)
Hosejnabad – wieś w Iranie, w ostanie Azerbejdżan Zachodni, w szahrestanie Szahin Deż. W 2006 roku liczyła 61 mieszkańców.